# Universitäts- und Landesbibliothek Düsseldorf
Die Universitäts- und Landesbibliothek Düsseldorf (ULB Düsseldorf) ist eine zentrale Serviceeinrichtung der Heinrich-Heine-Universität in Düsseldorf. Darüber hinaus nimmt sie arbeitsteilig mit der ULB Bonn und der ULB Münster die landesbibliothekarischen Aufgaben für das Land Nordrhein-Westfalen wahr.
Die ULB Düsseldorf besteht aus einer Zentralbibliothek und fünf dezentralen Standorten. Verwaltung und Medienbearbeitung sind zentral organisiert. Kataloge, Datenbanken, E-Books und E-Journals stehen über das Bibliotheksnetz sowohl in der ganzen Universität als auch am heimischen Arbeitsplatz zur Verfügung.
Die historischen Bestände der ULB Düsseldorf gehen auf die Kurfürstliche Hofbibliothek zurück, die 1770 in Düsseldorf gegründet wurde. Von 1904 bis 1970 stand die Einrichtung in Trägerschaft der Stadt. 1970 wurden die Bibliotheksbestände von der neu gegründeten Universität übernommen.

## Geschichte

### Kurfürstliche Hofbibliothek, Großherzoglich Bergische Hofbibliothek und Königliche Landesbibliothek am Burgplatz

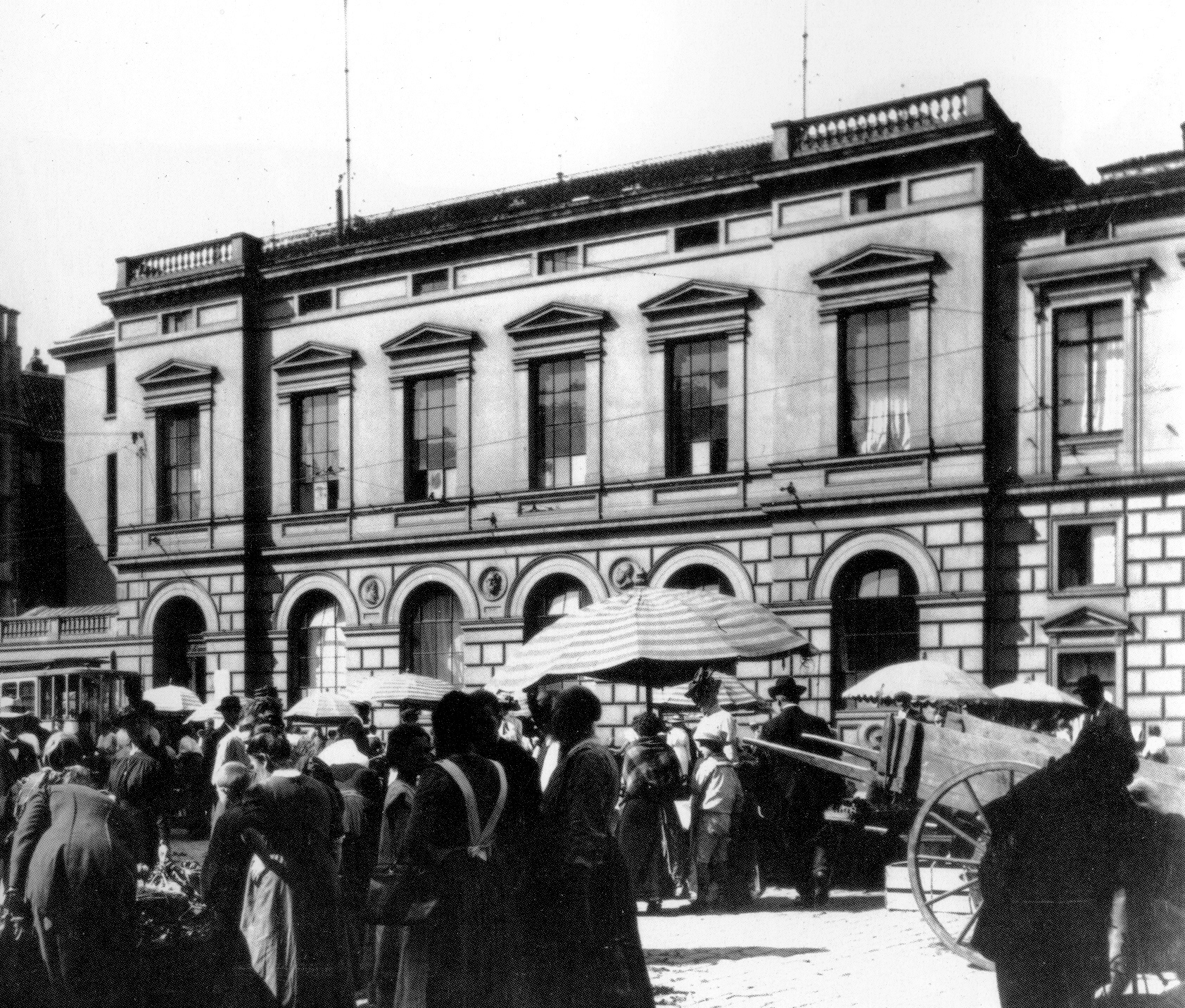
Erweiterungsbau der Landesbibliothek am Burgplatz (Julius Söhn, etwa 1902)

Vorgänger der Universitäts- und Landesbibliothek Düsseldorf war die 1770 von Kurfürst Karl Theodor von der Pfalz, Herzog von Jülich und Berg, in Düsseldorf gegründete Kurfürstliche öffentliche Bibliotheque, die in einigen Räumen der Gemäldegalerie auf der Südseite des Düsseldorfer Schlosses am Burgplatz eingerichtet wurde. In den Anfangsjahren erhielt sie Dubletten aus der kurpfälzischen Hofbibliothek in Mannheim, feste Mittel für die Buchbeschaffung standen hingegen nur durch die Patentgebühren der Beamtenernennungen im Herzogtum Jülich-Berg zur Verfügung. 1786 wurden die Bestände des aufgelösten Düsseldorfer Jesuitenkollegs in der Hofbibliothek aufgestellt, sechs Jahre später wurden sie jedoch auf Wunsch der Andreas-Gemeinde wieder zurückgeführt.
In der Zeit der Napoleonischen Kriege waren die bereitgestellten Erwerbungsmittel noch geringer als zuvor. Darüber hinaus erlitt die Bibliothek beim Bombardement des Schlosses 1794 und der notwendigen Auslagerung der Bestände zahlreiche Verluste. Infolge des Reichsdeputationshauptschlusses erhielt die Institution ab 1803 Buchbestände aus etwa 25 niederrheinischen und westfälischen Klöstern, die knapp 20.000 Bände umfassten. In diesem Zuge gelangte auch die Bibliothek des Jesuitenkollegs endgültig zum Bestand der Hofbibliothek, und es wurde die Privatsammlung von Philipp Anton Hedderich erworben. Der Etat wurde auch ab 1815 unter preußischer Regierung in der Provinz Jülich-Kleve-Berg kaum erhöht, dafür wurde der Bibliothek jedoch ab 1809 das Pflichtexemplarrecht zugesprochen, das bis 1849 fortbestand. Von 1806 bis 1813, in der Zeit des Großherzogtums Berg, führte das Institut die Bezeichnung Großherzoglich Bergische Hofbibliothek.
Nach der Regierungsübernahme durch das Königreich Preußen wurden Überlegungen angestellt, die Sammlung komplett der 1818 gegründeten Universität Bonn zuzuführen, was jedoch nicht umgesetzt wurde. Es mussten aber einige Abgaben an die junge Universität geleistet werden, darunter wertvolle Handschriften aus der Abtei Altenberg. Fortan wurde die Bibliothek nur nebenamtlich durch den jeweiligen Archivar des Königlichen Provinzialarchivs geleitet.
Im Jahr 1828 wurde die Bibliothek der aufgelösten Regierung von Kleve der Düsseldorfer Bibliothek zugeführt, für die sich ab den 1830er Jahren verstärkt die Bezeichnung Königliche Landesbibliothek nachweisen lässt.  Im Jahr 1838 wurden 40 Chorbücher verkauft, da sie als wertlos betrachtet wurden. Die Bibliothek erhielt 1867 nach spätklassizistischen Plänen von Carl Albert Krüger einen Erweiterungsbau, der an den Ostflügel des Galeriegebäudes angesetzt wurde. Bei dem Brand im Jahre 1872, der weite Teile des Schlosses zerstörte, blieben der Erweiterungsbau und die Bibliotheksräume in der Gemäldegalerie verschont.

### Landes- und Stadtbibliothek am Friedrichsplatz

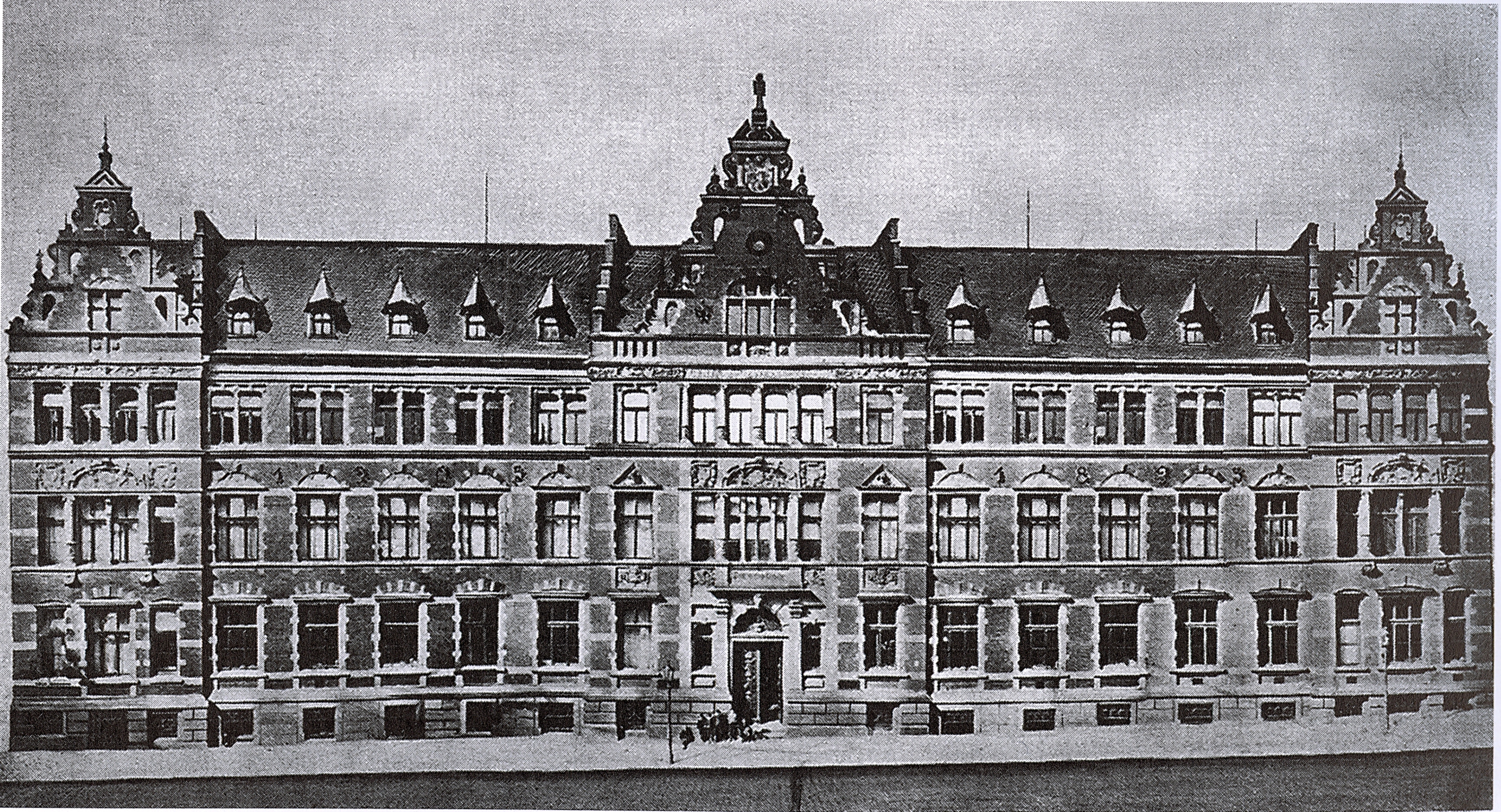
Gebäude des Kunstgewerbemuseums, 1906

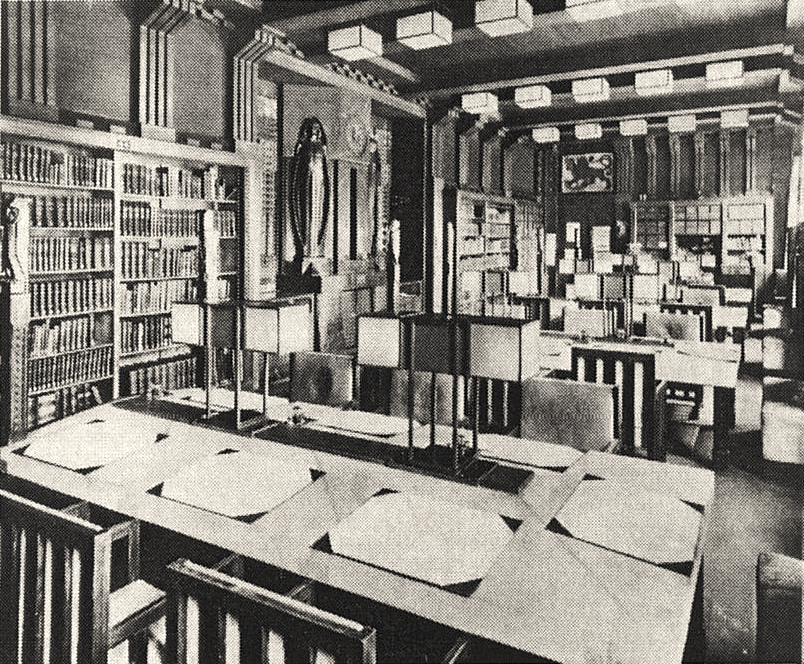
Lesesaal der Bibliothek im Anbau des Kunstgewerbemuseum mit Zedernholz verkleidet, Peter Behrens, Foto um 1906

Nachdem das Düsseldorfer Provinzialarchiv 1896 in die Prinz-Georg-Straße umgezogen war und die gemeinsame Leitung nicht fortgeführt werden konnte, erfolgte 1904 die Übergabe der damals etwa 42.000 Bände umfassenden Bibliothek an die Stadt Düsseldorf. Unter der Trägerschaft der Stadt wurde sie als Landes- und Stadtbibliothek Düsseldorf fortgeführt und ab 1906 in einem Anbau des Kunstgewerbemuseums am Friedrichsplatz untergebracht. Schon 1905 erhielt die Einrichtung die Heine-Bibliothek zum Geschenk, die das Heine-Denkmal-Komitee erworben hatte. Die Landes- und Stadtbibliothek erhielt deutlich höhere Mittel zur rückwärtigen und fortlaufenden Erwerbung, so dass der Bestand in der ersten Hälfte des 20. Jahrhunderts unter Constantin Nörrenberg erheblich erweitert werden konnte. Es wurden auch weitere geschlossene Sammlungen in die Bibliothek übernommen, darunter die Privatbibliotheken des katholischen Pfarrers Anton Joseph Binterim und des Physikers Johann Friedrich Benzenberg und etwa 37.000 Schulprogramme.
Zu Beginn des Zweiten Weltkriegs wurde unter Bibliotheksdirektor Hermann Reuter ein Großteil der Bestände an 15 Bergungsorte ausgelagert, um größere Verluste zu vermeiden. Tatsächlich wurde das Kunstgewerbemuseum in zwei Luftangriffen und bei der Einnahme der Stadt durch die Westalliierten stark zerstört, so dass die Rückführung der Bestände und die Nutzung der Bibliothek auch in der Nachkriegszeit sehr erschwert waren. Am Gebäude wurden dennoch nur die notwendigsten Reparaturen vorgenommen, so dass die räumliche Situation der Bibliothek die 1950er und 1960er Jahre hindurch ungenügend blieb. 1956 erwarb die Landes- und Stadtbibliothek den handschriftlichen Nachlass von Heinrich Heine, der in Verbindung mit der Bibliothek des Dichters zur weltweit größten Heine-Sammlung wurde. Der Zuwachs der Bibliotheksbestände stieg durch Käufe und Geschenke stetig an, so dass 1968 die Zahl von 500.000 Bänden überschritten wurde.

### Universitäts- und Landesbibliothek
1965 wurde die Medizinische Akademie Düsseldorf, die schon seit 1907 bestand und über eine eigene Bibliothek verfügte, in eine Universität umgewandelt, die seit 1988 den Namen „Heinrich-Heine-Universität Düsseldorf“ trägt. 1970 übernahm die neu gegründete Universität die ehemalige Landes- und Stadtbibliothek Düsseldorf und führte sie mit der Zentralbibliothek der ehemaligen Medizinischen Akademie zu einem einschichtigen Bibliothekssystem zusammen. Die Sammlung von Autographen und Drucken zum Dichter Heinrich Heine übergab die Stadt im selben Jahr dem neugegründeten Heinrich-Heine-Institut. Seit 1983 erstellt die ULB Düsseldorf zusammen mit der ULB Münster die Nordrhein-Westfälische Bibliographie, eine Online-Datenbank, die die Literatur über Nordrhein-Westfalen bis auf die Aufsatzebene inhaltlich erschließt.
Seit 1993 nimmt sie die Aufgaben einer Landesbibliothek für das Land Nordrhein-Westfalen wahr. In dieser Funktion ist sie vorrangig für den Regierungsbezirk Düsseldorf zuständig: Sie besitzt das Pflichtexemplarrecht für die in diesem Gebiet erscheinenden Medien und erwirbt die landeskundliche Literatur über Nordrhein-Westfalen und hier insbesondere die Regionalliteratur über das Niederrheingebiet, das Ruhrgebiet und das Bergische Land. Weiterhin ist sie der Pflege der wertvollen Bestände und Sammlungen ihrer Vorläufereinrichtungen in besonderer Weise verpflichtet, die Teil des kulturellen Erbes des Landes Nordrhein-Westfalen sind.

## Leitung der Bibliothek
- 1770–1805: Goswin Joseph Arnold von Buininck
- 1805–1818: Joseph Schram
- 1818–1866: Theodor Joseph Lacomblet (nebenamtlich)
- 1866–1900: Woldemar Harleß (nebenamtlich)
- 1900–1904: Theodor Ilgen (nebenamtlich)
- 1904–1928: Constantin Nörrenberg
- 1928–1950: Hermann Reuter
- 1950–1964: Joseph Gießler
- 1964–1970: Eberhard Galley
- 1970–1994: Günter Gattermann
- 1994–1999: Elisabeth Niggemann
- 2000–2017: Irmgard Siebert
- 2018–    : Kathrin Kessen[21]

## Sammlungen (Auswahl)

### Thomas-Mann-Sammlung

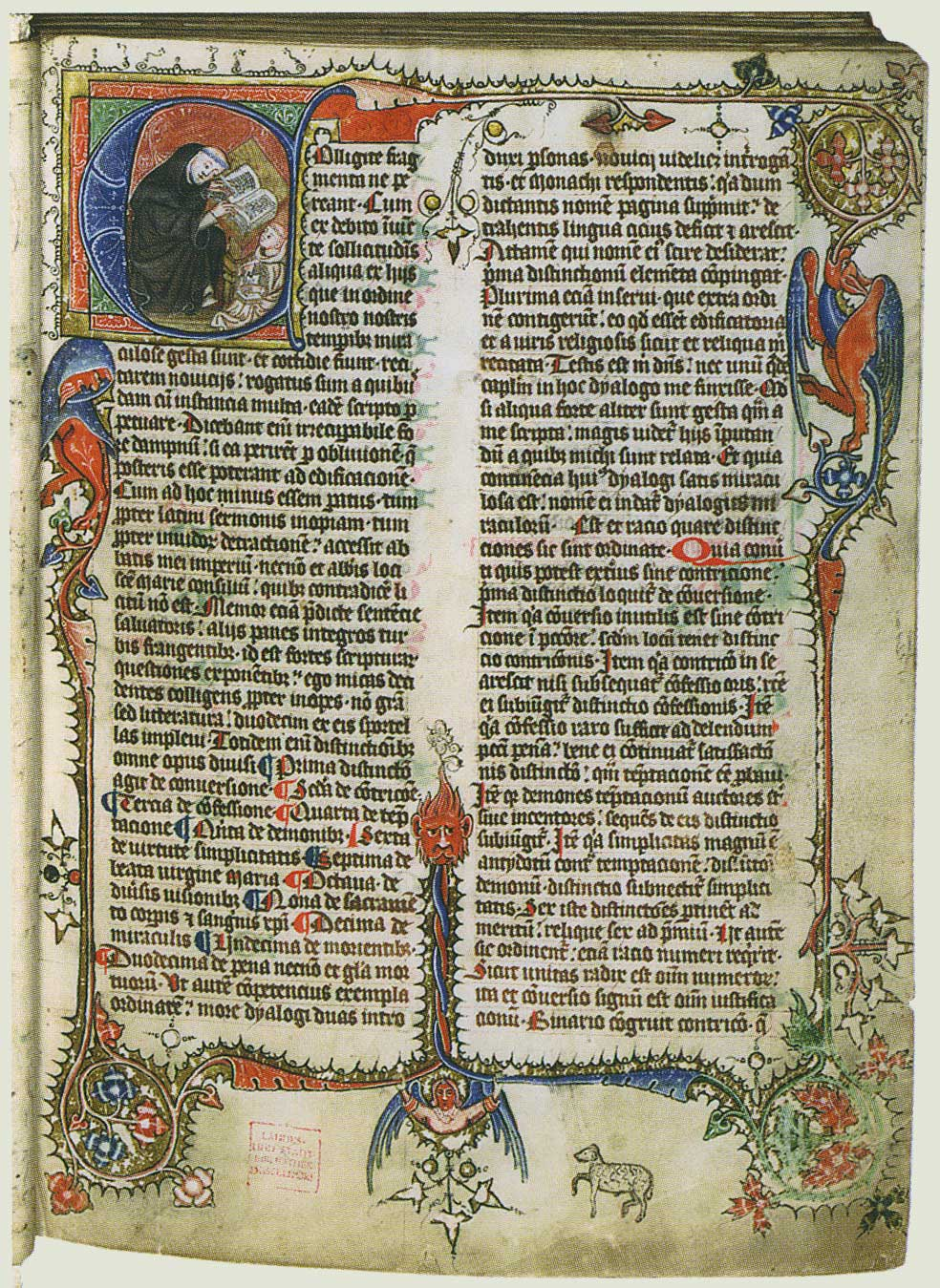
Dialogus miraculorum von Caesarius von Heisterbach
(fol. 2^{r} der Handschrift C 27)

Die Universitäts- und Landesbibliothek beherbergt eine der größten Sammlungen über den Schriftsteller Thomas Mann. Aufgebaut wurde sie anfänglich durch den Düsseldorfer Germanisten Hans-Otto Mayer, der schon während seines Studiums begann, Werkausgaben zu sammeln, darunter viele signierte Exemplare. Nach dem Zweiten Weltkrieg kamen Veröffentlichungen der Sekundärliteratur über Mann hinzu, außerdem legte Mayer ein Archiv von Zeitungsberichten an, das mittlerweile mehr als 30.000 Dokumente umfasst.
1969 erwarb die „Gesellschaft von Freunden und Förderern der Heinrich-Heine-Universität Düsseldorf e. V.“ diese Sammlung und stiftete sie der jungen Universität. Seither wurde sie um Kopien von etwa 5000 Briefen Manns, Porträts und die Nachlässe von Mayer, Harry Matter und Georg Potempa ergänzt. Werkausgaben und Sekundärliteratur werden fortlaufend erworben. Die Thomas-Mann-Sammlung steht zur wissenschaftlichen Nutzung im Sonderlesesaal der Zentralbibliothek zur Verfügung.

### Handschriften
In der Universitäts- und Landesbibliothek werden etwa 400 mittelalterliche Handschriften verwahrt, die bis in das achte Jahrhundert zurückreichen. Darüber hinaus verfügt die Bibliothek über eine umfangreiche Fragmentesammlung. Der größte Teil der handschriftlichen Bestände stammt aus den aufgelösten Bibliotheken rheinischer oder westfälischer Klöster, z. B. der Abtei Altenberg, dem Stift Essen, dem Kloster Paradiese bei Soest und dem Kloster Werden. Die Codices enthalten vor allem liturgische, hagiographische, asketische, kanonistische, römisch-rechtliche sowie historiographische Texte. Die Einteilung in inhaltlich gesonderte Bestandsgruppen, die durch Großbuchstaben bezeichnet sind, stammt von Theodor Joseph Lacomblet, der die Handschriften 1850 in einem Katalog erfasste.
Neben den mittelalterlichen werden auch neuzeitliche Handschriften in den historischen Sammlungen der Bibliothek verwahrt.

### Inkunabeln und alte Drucke
Im Bestand der Universitäts- und Landesbibliothek befinden sich nahezu 1000 Inkunabeln, unter diesen auch Einzelexemplare und Fragmente aus den Anfängen der Buchdruckkunst. So enthält die Sammlung auch Drucke aus der Offizin von Johannes Gutenberg und unikale Exemplare der Ars Minor von Aelius Donatus. Der Großteil der Inkunabeln stammt aus dem Rheinland, z. B. aus der Werkstatt von Ulrich Zell, und den Niederlanden; es finden sich aber auch viele Wiegendrucke aus Paris und Venedig in der Sammlung.
Die späteren Drucke der Düsseldorfer Sammlung lassen sich mit etwa 4000 Titeln dem 16. Jahrhundert zuordnen, aus dem 17. Jahrhundert stammen ungefähr 7400 und aus dem 18. Jahrhundert etwa 25.000 Drucke.

### Nachlässe
Die Universitäts- und Landesbibliothek verwahrt auch eine Reihe von Nachlässen, die in der Verbunddatenbank Kalliope verzeichnet werden. Unter den Nachlässen der Bibliothek sind unter anderem die Sammlungen von Gerhard Ritter, Fritz Kranz und Serge Maiwald, aber auch ältere Hinterlassenschaften, z. B. von Johann Friedrich Benzenberg und Karl Semper.

## Schriftenreihe
Die Bibliothek gibt seit 1986 in einer eigenen Schriftenreihe Publikationen zur Geschichte des Hauses, zu den Sammlungen und verschiedenen Arbeitsbereichen heraus. Die Reihe erscheint unter dem Titel „Schriften der Universitäts- und Landesbibliothek Düsseldorf“ (bis 1992 „Schriften der Universitätsbibliothek Düsseldorf“). Die Bände erscheinen in einer Druckfassung und werden zusätzlich als Digitalisat zur freien Nutzung zur Verfügung gestellt.